# محوطه سه‌رهون
محوطه سه رهون در شهرستان خرم‌آباد، بخش پاپی، دهستان کشور، منطقه سه رهون، ۱۲۰۰ متری ایستگاه کشور واقع شده و این اثر در تاریخ ۲۸ اسفند ۱۳۸۵ با شمارهٔ ثبت ۱۸۶۱۴ به‌عنوان یکی از آثار ملی ایران به ثبت رسیده است.